# Iglesia de Covadonga (Madrid)
La iglesia de Nuestra Señora de Covadonga es un templo católico situado en la plaza de Manuel Becerra en Madrid (España). La misma alberga una réplica de la Virgen de Covadonga, La Santina, patrona del Principado de Asturias.

## Historia
En 1885 se crea la diócesis de Madrid-Alcalá. Se reformaron entonces las parroquias existentes y en 1913 se coloca la primera piedra de la parroquia de Covadonga en la actual plaza de Manuel Becerra, conocida entonces como glorieta de La Alegría, en un descampado al que se llegaba en línea recta desde la Puerta de Alcalá. La parroquia de Covadonga existía previamente, ubicada en el llamado Monasterio de la Encarnación Benita. La donación de los nuevos terrenos se debió a la Marquesa viuda del Marqués de Aldama, María de Erice y Cubas.
La iglesia se inauguró el 14 de junio de 1915, diseñada por Joaquín María Fernández y Menéndez-Valdés. Se trataba de un templo de tres naves cuya torre estaba inspirada en las torres de la Basílica de Covadonga. El 19 de julio de 1936 fue saqueada e incendiada, siendo apresado al día siguiente el párroco Enrique González Mallén y finalmente asesinado. 
Tras el final de la Guerra Civil, la iglesia fue reconstruida en varias fases siendo reinaugurada en 1953. El resultado fue un templo racionalista en el exterior y neorrománico en el interior, siguiendo los planos de la iglesia desaparecida. Se conserva en su interior un retablo neorrománico con la imagen de Covadonga. El interior también alberga pinturas realizada por Pedro de Varzi Roa en 1947.

### Festividad
Cada 8 de septiembre, día de Covadonga y de Asturias, se realiza una procesión por los alrededores de Manuel Becerra.

## Galería

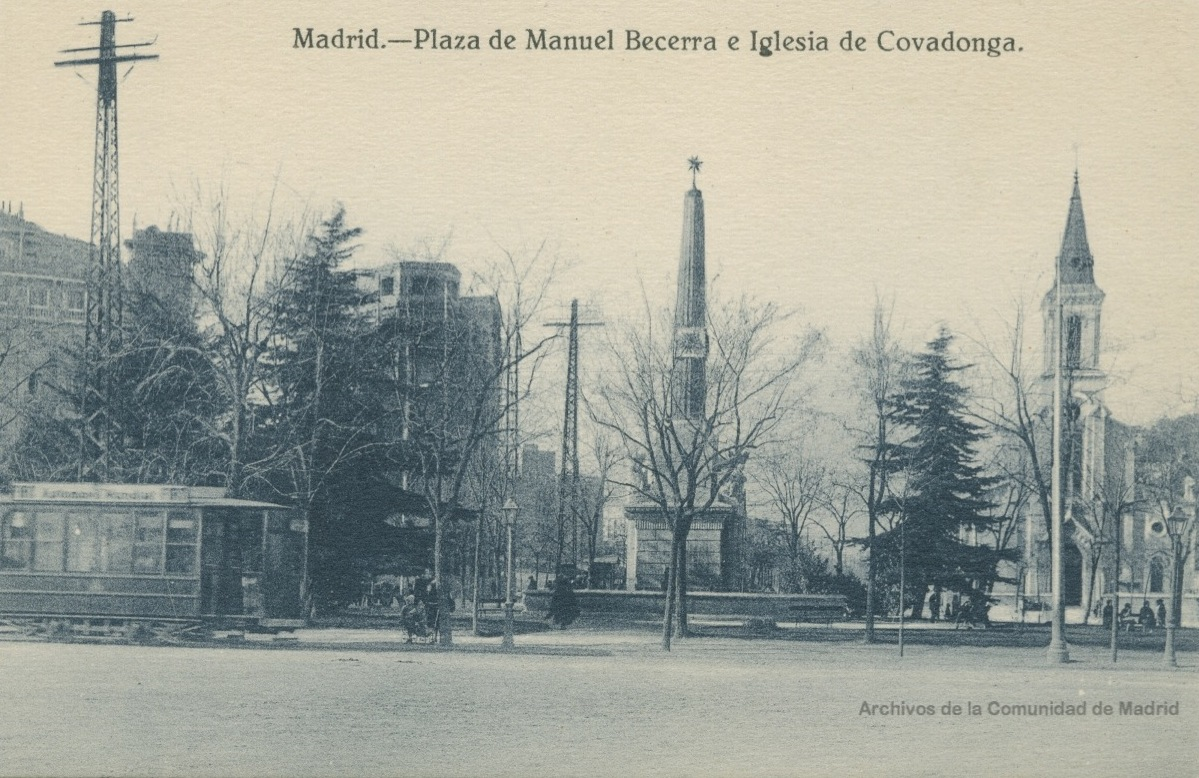
Antigua parroquia de Covadonga
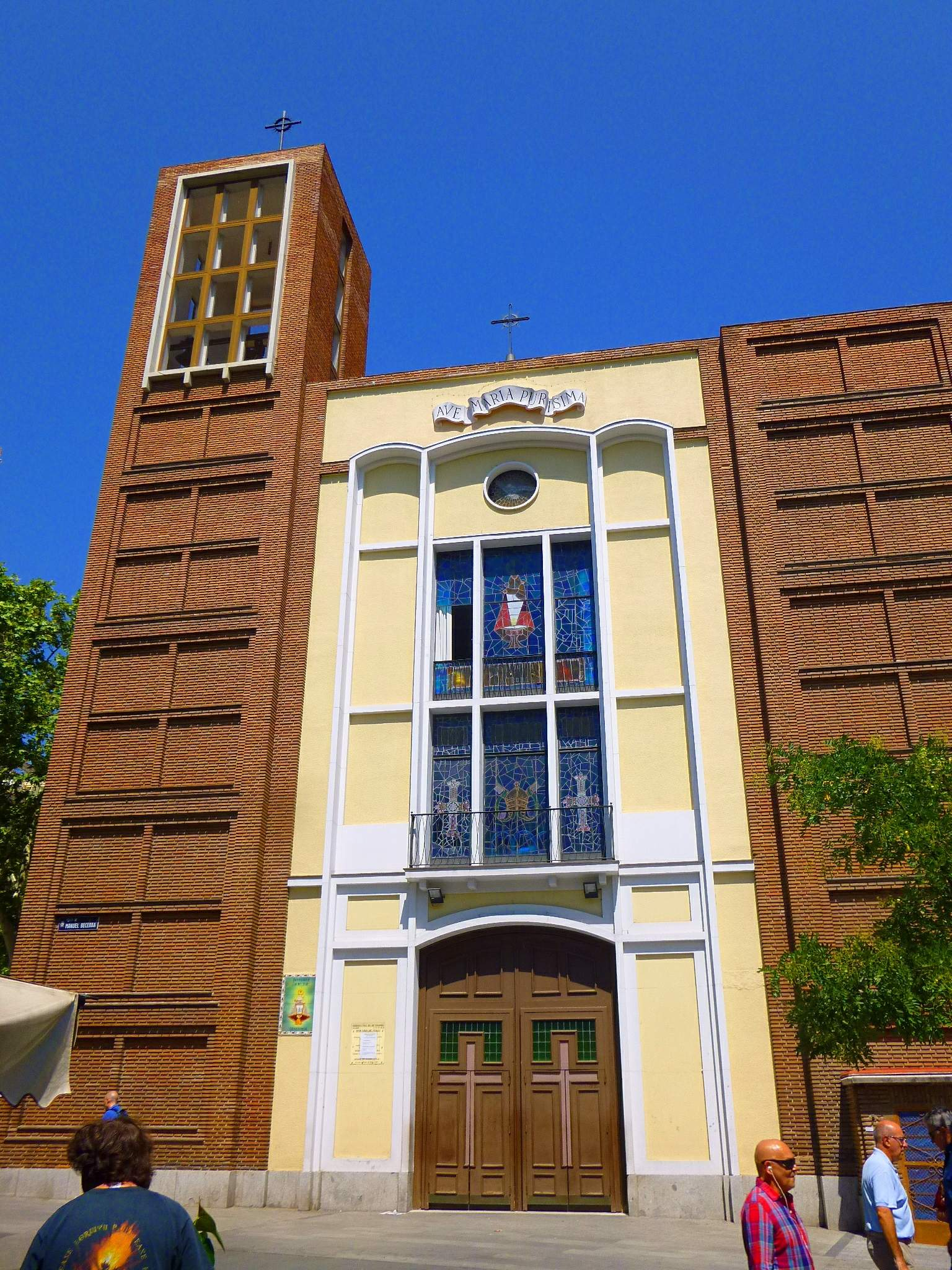
Fachada actual